# Abri Pendimoun
L'abri Pendimoun est un site préhistorique du Néolithique situé sur la commune de Castellar, dans le département français des Alpes-Maritimes, en région Provence-Alpes-Côte d'Azur.

## Situation
L'abri sous roche Pendimoun se trouve dans une zone d’éboulis, en pied de falaise, au bas du Rocher de l'Orméa, à Castellar, au nord de Menton, non loin de la frontière avec l'Italie, à une altitude de 690 m. Il est accessible par le chemin de Saint-Bernard (parcelle cadastrale D82).

## Historique
Le site a été découvert en 1955 par le docteur-vétérinaire J.-P. Audras. Les fouilles ont été entreprises la même année par les équipes du musée d'anthropologie préhistorique de Monaco.
Le préhistorien français Didier Binder a dirigé des fouilles intermittentes du milieu des années 1980 à la fin des années 1990.

## Chronologie
L'abri Pendimoun est l'un des plus anciens sites néolithiques de France. Le premier horizon stratigraphique de l'abri commence entre 5750 et 5700 av. J.-C. et appartient à la culture de la céramique cardiale. Le nom cardial vient de ce que les céramiques de cette culture sont décorées par impression sur pâte fraîche à l’aide de coquilles de Cardium, une espèce de coquillage marin.
L'occupation de l'abri s'est poursuivie jusqu'au milieu du IVe millénaire av. J.-C..

## Vestiges
Plusieurs sépultures du Néolithique ancien ont été mises au jour, qui sont actuellement les plus anciennes connues pour le Néolithique en Méditerranée occidentale. Cinq squelettes humains de cette couche ont pu être échantillonnés. Dans ces niveaux, Louis Barral a notamment exhumé le squelette d’un homme d’environ 1,70 m qui reposait sur le côté gauche, les tibias légèrement fléchis sur les fémurs et les avant-bras repliés sous la tête.
Le site a livré de très nombreuses céramiques, produites pour la plupart sur place grâce à la présence de gisements d'argile à proximité. Les poteries présentent une technique de montage par patchs d'argile spiralés, qui s'apparente à la technique mise en œuvre à la même époque en Sicile et en Calabre, dans le Sud-Ouest de l'Italie.

## Protection
L'abri Pendimoun a fait l’objet d’une inscription au titre des monuments historiques le 21 mai 2007.